# General Emiliano Zapata Dos
General Emiliano Zapata Dos är en ort i Mexiko.   Den ligger i kommunen Chiapa de Corzo och delstaten Chiapas, i den sydöstra delen av landet, 700 km öster om huvudstaden Mexico City. General Emiliano Zapata Dos ligger 473 meter över havet och antalet invånare är 606.
Terrängen runt General Emiliano Zapata Dos är varierad. Runt General Emiliano Zapata Dos är det ganska tätbefolkat, med 60 invånare per kvadratkilometer. Närmaste större samhälle är Chiapa de Corzo, 8,2 km nordväst om General Emiliano Zapata Dos. I omgivningarna runt General Emiliano Zapata Dos växer huvudsakligen savannskog.